# EMP Merchandising
Die E.M.P. Merchandising Handelsgesellschaft mbH ist ein deutscher Versandhandel für Merchandising-Produkte mit Unternehmen mit Hauptsitz in Lingen (Ems). Weitere Unternehmenssitze befinden sich in Schweden, dem Vereinigten Königreich, Italien, Frankreich, Spanien und den Niederlanden. Die Abkürzung EMP steht für Exclusive Merchandise Products.

## Geschichte
EMP wurde 1986 von Felix Lethmate gegründet. Das Geschäft begann in einer Wohnung in Lingen im Emsland. Im Dezember 2016 waren mehr als 500 Mitarbeiter europaweit beschäftigt.
Vertrieben werden Tonträger und Merchandising-Artikel (Fanshirts, Banner etc.) von Metal- und Rockbands, Musikvideos und Mitschnitte von Live-Auftritten, Gaming, Filme aller Genres, Fun-Spruch-Shirts und weitere Bekleidungsartikel sowie Accessoires. Eine eigene Kategorie für Hip-Hop-Tonträger wurde eingestellt, nachdem der Hip-Hop-Mailorder MZEE.com übernommen worden war, der zeitweise eine Tochter der EMP Merchandising HGmbH darstellte. Heute vertreibt das Unternehmen seine Ware europaweit.

## EMP-Magazin
Am 31. Januar 2014 eröffnete ein Shop in Wien, weitere Läden befinden sich in Wietmarschen, Essen, Leipzig, Nürnberg, Dortmund und seit 2020 in Lingen.
Im Juli 2015 wurde die bisher im Besitz der Gründer befindliche Gesellschaft an die US-amerikanische Private-Equity-Gesellschaft Sycamore Partners veräußert. Im September 2018 übernahm die Warner Music Group die Gesellschaft bei einer Unternehmensbewertung von 155 Mio. Euro.
Seit 1998 produziert das Unternehmen ein Magazin, das vierteljährlich an Kunden verschickt wird, und auch im Zeitschriftenhandel erhältlich ist. In diesem Magazin, das hauptsächlich als Versandkatalog dient, werden unter anderem auch CD-Kritiken von Neuerscheinungen und Interviews mit relevanten Bands abgedruckt. Die Auflage des Magazins beträgt rund 1 Million Exemplare. Für MZEE wurde bis 2012 ein eigenes Magazin herausgegeben.

## Auszeichnungen
- 2007: ECHO in der Kategorie Handelspartner des Jahres.[7]
- 2015: NEO Award 2015[8]
- 2020: Social Media Award STORYCLASH[9]